# Ollacheryphe aenea
Ollacheryphe aenea är en tvåvingeart som först beskrevs av Aldrich 1934.  Ollacheryphe aenea ingår i släktet Ollacheryphe och familjen parasitflugor. Inga underarter finns listade i Catalogue of Life.